# Kistéglás
Kistéglás (ukránul: Тийглаш [Tijglas]) falu Ukrajnában, Kárpátalján, az Ungvári járásban.

## Fekvése
A Latorcától északra fekszik. Ungvártól 16 km-re található. A folyószabályozásokig Téglást a Latorca gyakran fenyegette árvizeivel.

## Nevének eredete
A magyar tégla főnév képzős melléknévi származékából keletkezett. A település valamelyik jelentős épülete téglából volt.

## Története

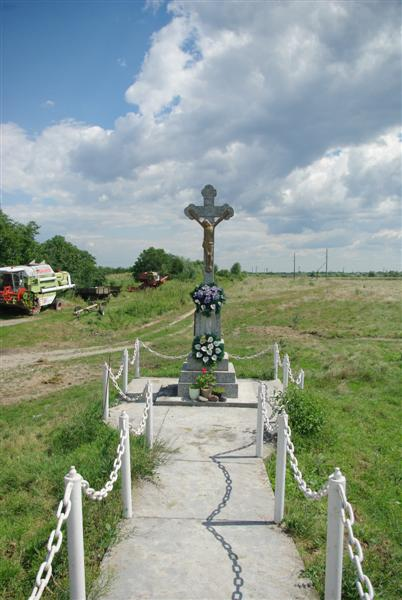
Kereszt a falu végén

A lakosság megtelepedését az ingoványos, földművelésre csak néhol alkalmas talaj igencsak megnehezítette. Téglás első lakói a Latorcán létesített révnél alkalmazásban lévő családok voltak. 
Az 1787-es (és 1869-es összeíráskor is) a Szerednyei járáshoz (Szürte) tartozott. 
Az írások tanúsága szerint 150 évvel ezelőtt a révnél már vendégfogadó is állt. A Csap-Ungvár főútvonal mentén elterülő község – éppen a két város közelsége miatt – az utóbbi 150 évben jelentős változáson ment keresztül. Az 1880-as népszámláláskor már önálló településként számolják. 1890-ben közel 100 ház áll itt. Az 1920. évi trianoni béke előtt Ung vármegye Nagykaposi járásához tartozott. Ekkor Csehszlovákiához csatolták. 1938–44 között visszakerült Magyarországhoz. 
A második világháborúban hat téglási férfi halt hősi halált. A sztálinisták 1944 őszén 50 férfit hurcoltak el a faluból málenykij robotra, közülük öten meghaltak.
1945-ben a Szovjetunióhoz csatolták. 1991 óta Ukrajna része.
Közigazgatásilag 1869-től 2003-ig Szürtéhez tartozott, így ebben az időszakban népszámlálási adatokban is közösen szerepelnek.

## Népesség
- 1890 – 471 fő
- 1910-ben 487 lakosából 454 magyar, 12 német volt; ebből 205 római katolikus, 224 görögkatolikus, 45 református volt
- 1940 – 550 fő
- 1944 – 531 fő
- 1989-ben 647 lakosából 615 fő magyar, 304 fő férfi és 343 fő nő[3]
- 1991-ben 651 lakosából 614 fő magyar
- 2001-ben 551[4] lakosából 457 fő (82,9%) magyar, 93 (16,9%) ukrán, (0,2%) egyéb[5]

## Gazdasága
A kolhozrendszer megszűnését követően (2000 tavasza) a téglásiak között fölosztották a földet. Ezek jelentős részét két újonnan megalakult mezőgazdasági KFT vette bérbe. A téglási határban jelenleg 14 farmer gazdálkodik. A mezőgazdasági termelők többsége szemes terményt termel, jószágot nevel. Feljövőben van az intenzív zöldségtermesztés. A településen teherszállító vállalat, gépkocsijavító és asztalosműhely működik.

## Közlekedés
A település mellett halad el a Csap–Ungvár–Szambir–Lviv-vasútvonal. A falun halad keresztül a  Ungvár-Csap országút.

## Emlékhelyei, nevezetességei
A római katolikus templomot 1933-ban építették.

## További információk

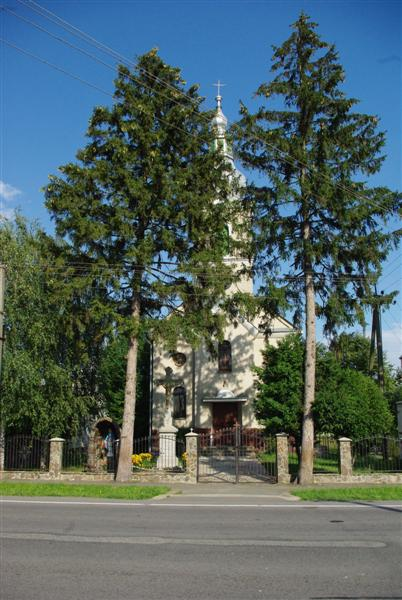
Római katolikus templom

## Híres szülöttek
- Madarassy Erzsébet (1886-1915)[6]